# (7517) Alisondoane
(7517) Alisondoane est un astéroïde de la ceinture principale.

## Description
(7517) Alisondoane est un astéroïde de la ceinture principale. Il fut découvert le 3 janvier 1989 à Chiyoda par Takuo Kojima. Il présente une orbite caractérisée par un demi-grand axe de 2,45 UA, une excentricité de 0,26 et une inclinaison de 6,1° par rapport à l'écliptique.

## Compléments